# Giuseppe Verdi (piroscafo)
Il Giuseppe Verdi era un piroscafo passeggeri, in servizio con questo nome per la Transatlantica Italiana dal 1915 al 1928. Successivamente prestò servizio in Giappone con il nome di Yamato Maru, prima come piroscafo passeggeri e poi come trasporto truppe. Fu silurato e affondato il 13 settembre 1943 dal sommergibile statunitense USS Snook.

## Caratteristiche
Il Giuseppe Verdi era un piroscafo passeggeri di quasi 10 000 tonnellate di stazza. Lungo 146 metri e largo 18, era spinto da due eliche, ciascuna mossa da una motrice alternativa a quadruplice espansione, che gli permettevano di raggiungere una velocità di servizio di 16,5 nodi. 
Le sistemazioni per i passeggeri erano particolarmente curate: gli ambienti riservati alla prima classe, distribuiti sul ponte di passeggiata superiore a centro nave, comprendevano un salone da pranzo in stile Luigi XIV, una sala fumatori e una sala per la musica, anch'essa in stile Luigi XIV, oltre a cabine singole e doppie per un totale di 92 posti. Le sistemazioni di seconda classe, poste sul sottostante ponte casseri a centro nave, comprendevano un salone da pranzo e cabine per 126 posti complessivi. Novità assoluta introdotta sul Giuseppe Verdi e sul gemello Dante Alighieri era poi la presenza di un'ulteriore classe, intermedia tra la seconda e la terza, le cui sistemazioni erano poste nel cassero di poppa e comprendevano cabine da 4 o 6 posti per un totale di 136 persone e una sala da pranzo. Infine, sul ponte principale erano situati i dormitori per i passeggeri della terza classe, con 1700 posti in totale; la sala da pranzo di terza classe era ventilata con il sistema Thermotank fornito dall'omonima azienda.
Dal momento dell'entrata in servizio e fino all'introduzione da parte della concorrenza di unità nettamente più grandi, come il Giulio Cesare e il Conte Rosso, il Giuseppe Verdi e il gemello si affermarono come i migliori transatlantici tra quelli battenti bandiera italiana.

## Servizio
Il Giuseppe Verdi e il gemello Dante Alighieri furono ordinati nel 1913 al cantiere navale di Riva Trigoso dalla Ligure Brasiliana, la cui maggioranza era stata da poco acquisita dalla Hamburg-Amerika Linie. Nel 1914 la compagnia di navigazione prese il nome di Transatlantica Italiana e il 2 agosto 1915 il Giuseppe Verdi fu varato. Il piroscafo partì per il suo primo viaggio da Genova a New York il 4 novembre 1915, nonostante l'entrata dell'Italia nella prima guerra mondiale. Nel 1916 il Giuseppe Verdi e il gemello Dante Alighieri effettuarono 12 viaggi sulla linea per New York, trasportando un totale di 2 813 passeggeri di prima e seconda classe e 17 123 emigranti. 
Impiegato da aprile a novembre 1918 per il trasporto di truppe statunitensi, il Giuseppe Verdi tornò al servizio di linea nel luglio 1919, insieme al gemello Dante Alighieri. I due transatlantici si affermarono in questo periodo come i migliori tra quelli battenti bandiera italiana, ma furono presto scalzati dalle unità nettamente più grandi messe in servizio dalla concorrenza nei primi anni '20. Tra il 16 e il 17 gennaio il Giuseppe Verdi soccorse l'equipaggio del mercantile Montello, che stava naufragando. Negli anni successivi la situazione economica della Transatlantica Italiana peggiorò gradualmente e nel 1924 la compagnia registrò un bilancio con un passivo di quasi 5 000 000 di lire. Nel 1926 la compagnia ridusse il numero di partenze delle proprie navi; il Giuseppe Verdi partì l'ultima volta da Genova per New York il 9 novembre 1927 e nel gennaio dell'anno seguente fu venduto alla giapponese Kinkai Yuen Kaisha, prendendo il nome di Yamato Maru. Nel 1937, nell'ambito del conflitto sino-giapponese, lo Yamato Maru fu impiegato come trasporto truppe, compito che riprese nel 1943; il 13 settembre di quell'anno fu silurato e affondato dal sommergibile statunitense USS Snook, causando la morte di 4 membri dell'equipaggio e 29 dei 916 soldati a bordo. 

## Navi gemelle
- Dante Alighieri